# Papuargia
Papuargia là một chi chuồn chuồn kim trong họ Coenagrionidae.

## Các loài
Papuargia omvat 1 soort:
- Papuargia stuberi Lieftinck, 1938